# 2 Minutes to Midnight
2 Minutes to Midnight – singiel brytyjskiej heavymetalowej grupy Iron Maiden, promujący album Powerslave. Został wydany 6 sierpnia 1984 roku. Osiągnął 11 pozycję na UK Single Chart. Jego autorami są Adrian Smith i Bruce Dickinson.
Treść utwóru nawiązuje do Zegara Zagłady – symbolicznego przedstawienia tego, kiedy nastąpi zagłada cywilizacji. Początkowo koniec oznaczał wybuch wojny nuklearnej. Koncepcja ta z czasem ewoluowała. 
2 Minutes to Midnight to utwór często wykonywany przez muzyków podczas koncertów. Znalazł się na albumach: Live After Death, A Real Dead One, Live at Donington i Rock in Rio. Umieszczono go również na kompilacjach: Best of the Beast, Ed Hunter, Edward the Great, The Essential Iron Maiden i Somewhere Back in Time.
Pierwsza z piosenek zapisana na stronie B płyty jest coverem utworu Rainbow's Gold brytyjskiej grupy Beckett, wykonującej rock progresywny. Solo gitarowe zagrał Adrian Smith.
Mission from 'Arry – ostatnia piosenka na stronie B płyty – to nagranie kłótni pomiędzy basistą Steve'em Harrisem i perkusistą Nicko McBrainem, która miała miejsce podczas tournée World Piece Tour odbywającego się w 1983 roku. Podczas solowej partii na perkusji Harris miał problemy z grą na gitarze basowej, dlatego poprosił pierwszą ujrzaną osobę o przekazanie McBrainowi, by ten przedłużył swoją część. Perkusista nie zrozumiał wiadomości, a w wyniku rozproszenia się zepsuł swój występ. Po koncercie McBrain uderzył pomocnika Harrisa, co spowodowało kłótnię. Gdy napięcie zaczęło opadać, zjawił się wokalista Bruce Dickinson i na nowo wszczął gwałtowną i ostrą wymianę zdań. Harris i McBrain nie zdawali sobie sprawy, że Dickinson miał w kieszeni dyktafon, którym nagrał całą rozmowę.

## Lista utworów
1. 2 Minutes to Midnight (Adrian Smith, Bruce Dickinson) – 6:04
2. Rainbow's Gold (Terry Wilson Slesser, Kenny Mountain) – 4:57
3. Mission from 'Arry – 6:43

## Twórcy
- Bruce Dickinson – śpiew
- Dave Murray – gitara
- Adrian Smith – gitara, śpiew
- Steve Harris – gitara basowa, śpiew
- Nicko McBrain – perkusja